# Оппенгайм
Оппенгайм (нім. Oppenheim) — місто в Німеччині, розташоване в землі Рейнланд-Пфальц. Входить до складу району Майнц-Бінген. Складова частина об'єднання громад Райн-Зельц.
Площа — 7,09 км2. Населення становить 7582 ос. (станом на 31 грудня 2020).

## Історія
Перша згадка про місто датується 765 роком[джерело?].

## Міста-побратими
- Вердер (Хафель), Німеччина[2]
- Кальпе, Іспанія

## Галерея

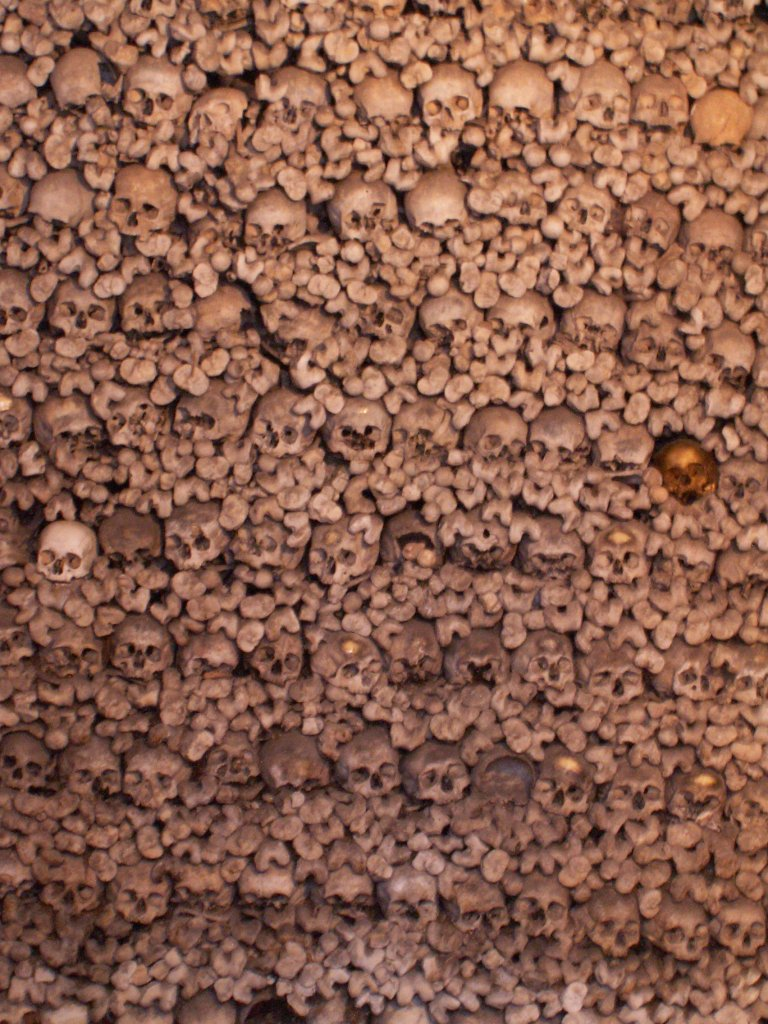
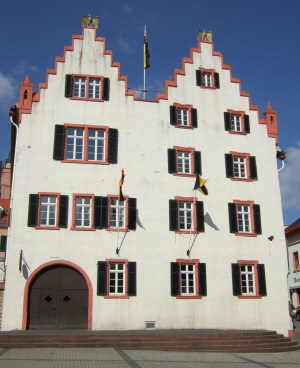
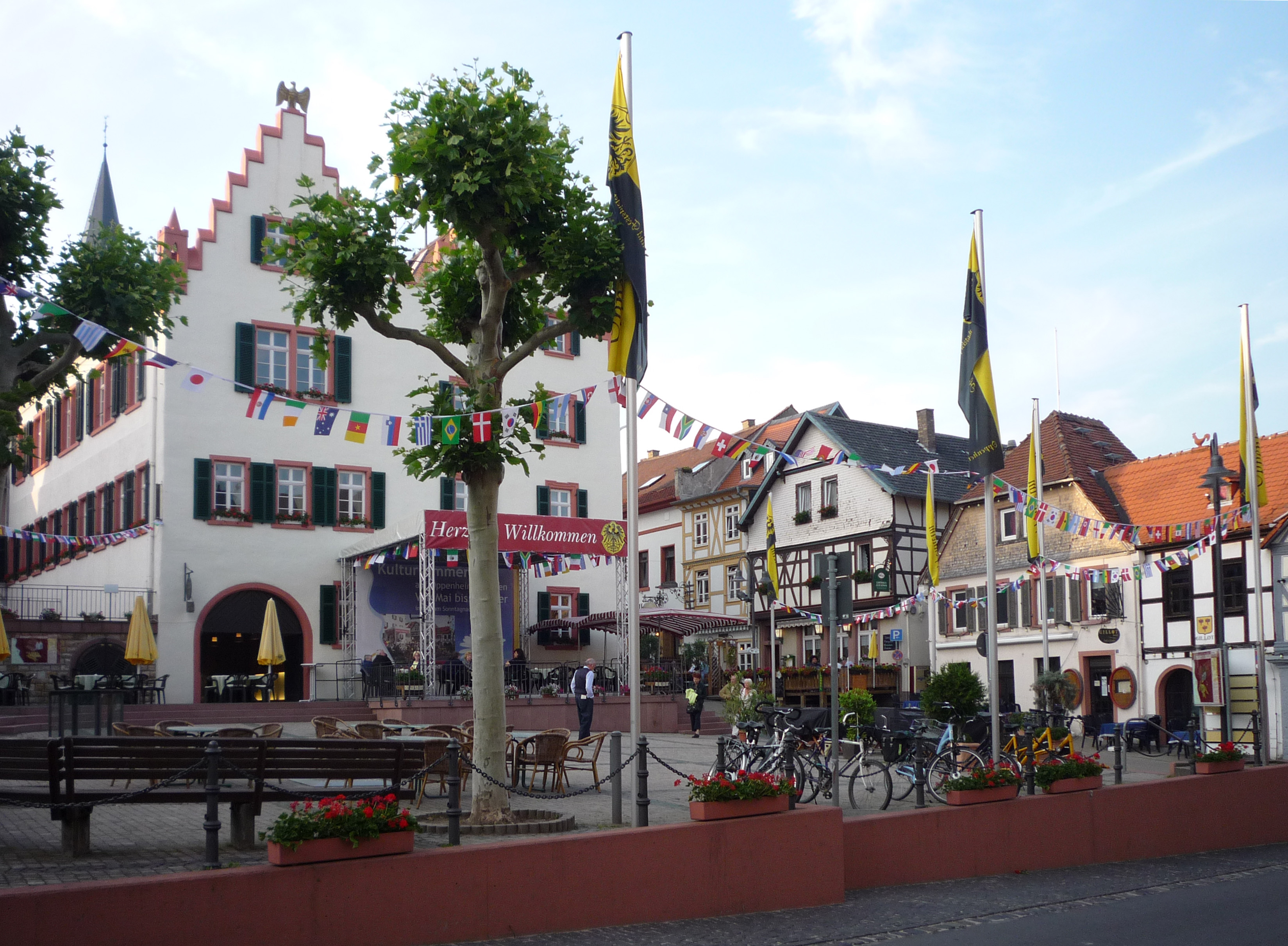
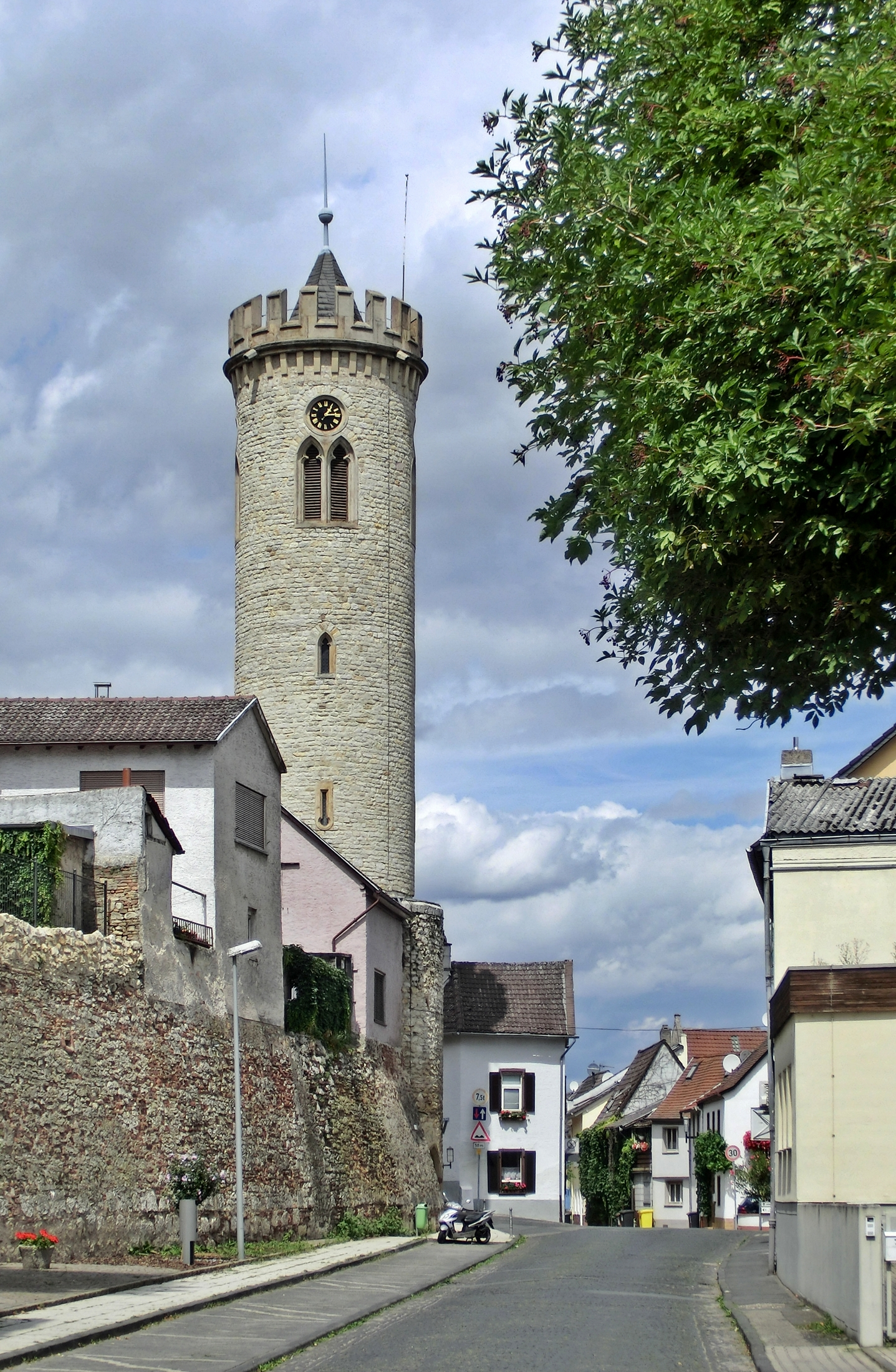
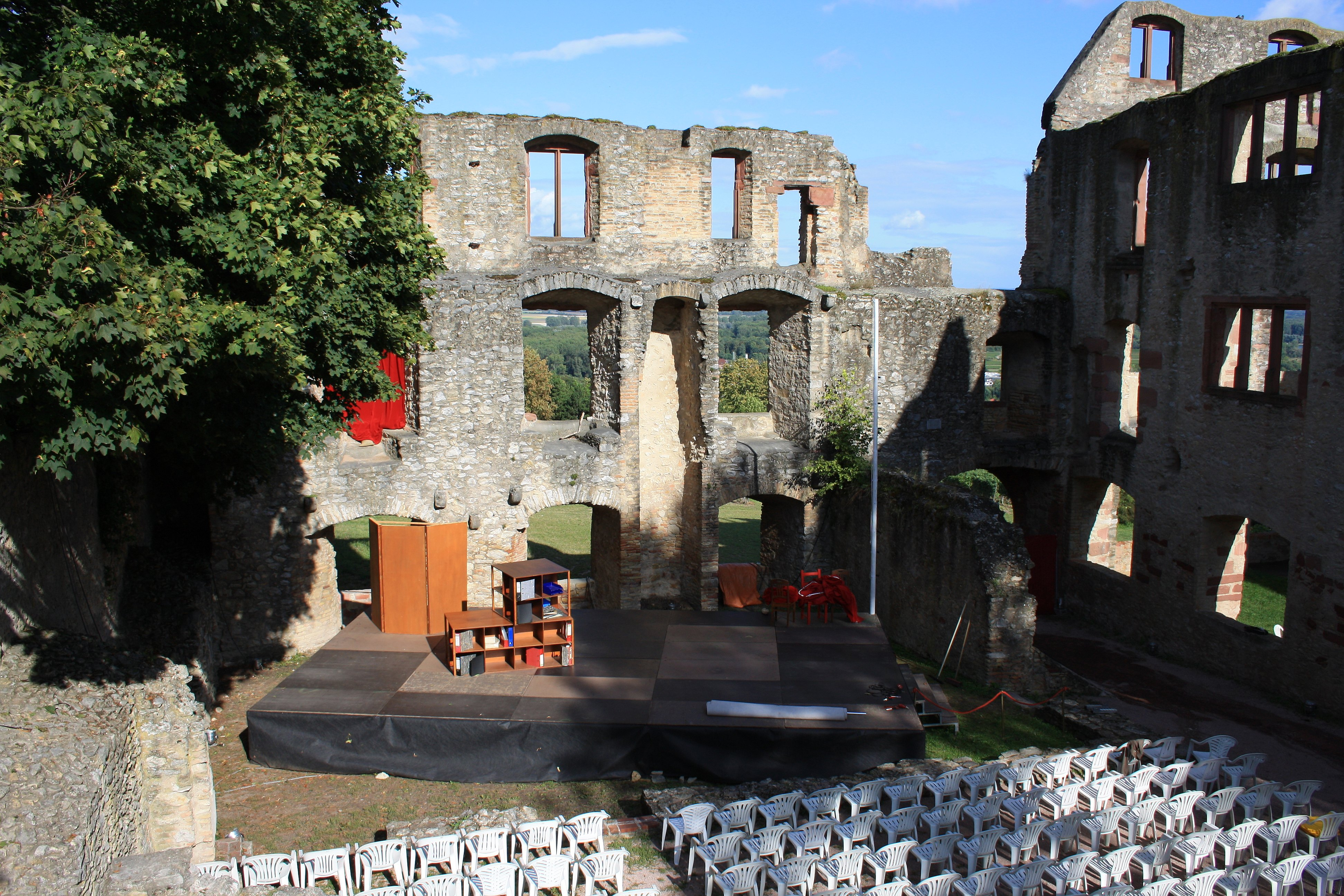
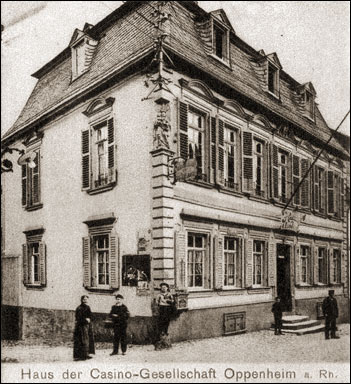